# Walerij Tichonienko
Walerij Aleksiejewicz Tichonienko (ros. Валерий Алексеевич Тихоненко; ur. 19 sierpnia 1964 w Angren) – rosyjski koszykarz, występujący na pozycji silnego skrzydłowego, mistrz olimpijski (1988), Europy (1985), trzykrotny wicemistrz świata, po zakończeniu kariery zawodniczej trener koszykarski.

## Osiągnięcia
Na podstawie, o ile nie zaznaczono inaczej.

### Drużynowe
- Mistrz:
  - Północnoeuropejskiej Ligi Koszykówki (2000)
  - Rosji (1998–2000)
- Wicemistrz ZSRR (1986, 1987)
- Brąz:
  - Pucharu Europy Zdobywców Pucharów (1986)
  - mistrzostw Rosji (1995, 1997)
- 4. miejsce w Pucharze Europy Zdobywców Pucharów (1987)
- Finalista pucharu Księcia Asturii (1991)

### Indywidualne
- MVP:
  - ligi rosyjskiej (1994, 1995)
  - meczu gwiazd ligi rosyjskiej (1999)
  - tygodnia ACB (9. kolejka – 1991/92, 14. kolejka – 1992/93)
- Uczestnik meczu gwiazd ligi rosyjskiej (1996, 1999)

### Reprezentacja
- Mistrz:
  - olimpijski (1976, 1980)
  - turnieju Przyjaźń-84 (1984)
  - Europy:
    - 1985
    - U–18 (1982)
    - U–16 (1981)
- Wicemistrz:
  - świata (1986, 1990, 1998)
  - Europy (1987)
  - świata U–19 (1983)
- Brązowy medalista:
  - mistrzostw Europy (1989)
  - Igrzysk Dobrej Woli (1990)
- Uczestnik:
  - igrzysk olimpijskich (1988, 1992 – 4. miejsce)
  - mistrzostw Europy:
    - (1985, 1987, 1989, 1999 – 6. miejsce)
    - U–16 (1979 – 5. miejsce, 1981)
- Zaliczony do I składu mistrzostw świata (1986)
- Lider igrzysk olimpijskich w skuteczności rzutów wolnych (1992 – 89,2%)[5]

### Trenerskie
- Mistrzostwo FIBA EuroCup Challenge (2007)
- Wicemistrzostwo:
  - Europy (2009)
  - Rosji (2005)
- Brąz pucharu Rosji (2005)
- Trener drużyny Europy podczas FIBA EuroCup All-Star Day (2008)